# Burkersdorf (Harth-Pöllnitz)
Burkersdorf ist ein Ortsteil der Gemeinde Harth-Pöllnitz im Landkreis Greiz im Osten Thüringens. Burkersdorf hat 485 Einwohner (Stand 2017).

## Geographie
Burkersdorf liegt an der Bundesstraße 175 und ist unmittelbar über die A 4 und die A 9 Abfahrt Gera/Greiz/Weida erreichbar, von denen es ca. 12 km entfernt ist. In östlicher Richtung folgt Weida als nächste Stadt nach 3 km und Gera nach etwa 15 km.
Umgeben wird Burkersdorf von einem naturgeschützten Naherholungsgebiet, an das sich der Golfpark Burkersdorf und die Burkersdorfer Teiche anschließen.

## Geschichte
Vermutlich um 1205 wurde Burkersdorf als Angerdorf mit Rittergut und einer oberhalb des Dorfangers stehenden Kirche errichtet. Die eigentlichen Ursprünge der Besiedlung des Osterlandes, in dessen Mitte Burkersdorf liegt, reichen jedoch noch weiter zurück. 1209 wird der Ort als Zinsdorf des Klosters Mildenfurth erstmals urkundlich erwähnt. In der Festschrift „800 Jahre Burkersdorf“ heißt es dazu: „Unter den Söhnen Heinrichs des Reichen (Anm.: Vogt von Weida) hatte das Kloster Mildenfurth um 1200 zwei Hufen in Burkersdorf erworben,… Zwei Einwohner sind deshalb Mildenfurths lehens- und zinspflichtig…“ Aus der Gründungszeit stammt die in späteren Jahrhunderten mehrfach umgebaute Dorfkirche. Burkersdorf gehörte bis 1356 zur „Herrschaft Weida“, danach zum „Amt Weida“.
Im Jahr 1640 wüteten die Schweden im Dorf derart, dass 39 Tote zu beklagen waren. Die Pest im Folgejahr forderte noch einmal 25 Tote. Um 1730 wurde das Burkersdorfer Schloss in seiner heutigen Form, vermutlich an der Stelle eines mittelalterlichen Vorgängerbaus, unter Hans Carl von Carlowitz und Sabine von Seydewitz neu errichtet. Es war Sitz verschiedener Adelsfamilien, zuletzt der Freiherrn von der Goltz. 1923 wurde Oskar Freiherr von der Goltz Besitzer des 150 ha großen Gutes.
Nach dem Zweiten Weltkrieg wurde das Rittergut auf Beschluss der Siegermächte enteignet und an Umsiedler und landarme Bauern übereignet. In Folge des Zweiten Weltkrieges kamen Aussiedler aus Schlesien in Burkersdorf unter. Seit dieser Zeit wurde das Schloss des Dorfes zunächst als Kinderheim, später als Altersheim genutzt und bis 1993 als solches betrieben.
Zum 9. April 1994 wurde Burkersdorf Ortsteil der Gemeinde Harth. Mit der Auflösung Harths zum 21. Dezember 1995 kam der Ort zur Gemeinde Harth-Pöllnitz. 1994 begann auch die Erweiterung des „alten Dorfes“ um das Neubaugebiet am Mäderteich und im Mai 2005 eröffnete der Golfpark Burkersdorf. 2009 beging Burkersdorf seine 800-Jahr-Feier mit einem Festwochenende Ende Juni, an dem die Dorf-Chronik nachgestellt wurde und die Schalmeienkapelle der Vollmershainer Schalmeien zu Gast war.

### Besitzer des Rittergutes Burkersdorf
Auszug – für weitere Angaben siehe Schloss Burkersdorf
- Konrad von Neumark; 1392
- Gerhard von der Pforten; 1422[2]
- Der Roeder; 1445[3]
- Jacob von Grünthal, Erb-, Lehns- und Gerichtsherr auf Burkersdorf; 1608[4]
- Christoph von Raschau; 1624[5]
- Hans v. Carlowitz, Erbherr auf Schwarzbach und Burkersdorf; 1737[5]
- Kammerherr, Geheimer Rat Ferdinand Alexander Freiherr von Seckendorff; 1797[6]
- Klara Weiß, seit 1882 Klara von der Goltz[7]
- Klara Baronesse von der Goltz, geb. Weiß (Ehefrau d. Nachgenannten), 1914.[8]
- Generalleutnant Freiherr Oskar von der Goltz, Ehemann d. Vorgenannten, Besitzer von 1924 bis 1933
- Freiherr Konrad von der Goltz; von 1933 bis 1938, vormals Landrat in Ostpreußen, Sohn des Vorgenannten
- Freifrau Hannah von der Goltz, geb. von Barby, Witwe des Vorgenannten;[9] bis 1945

## Kultur und Sehenswürdigkeiten
- Das Burkersdorfer Schloss ist in Privatbesitz und kann gegenwärtig nicht besichtigt werden.
- Die im Kern romanische Dorfkirche von Burkersdorf wurde als Chorturmkirche erbaut. Nach 1700 erfolgten Umbauten, die das Erscheinungsbild des Kirchenschiffs dem Zeitgeschmack anpassten, vergrößerte Fenster gaben dem Inneren mehr Licht. Im Kirchenraum finden sich qualitätvolle Ausstattungen und Einbauten aus verschiedenen Epochen. Bemerkenswert ist ein steinerner Epitaph für Oswald Roeder von 1580. Die letzte Sanierung der Kirche wurde 1996 mit Unterstützung der Deutschen Stiftung Denkmalschutz durchgeführt.[10]
- In der Umgebung des Ortes befinden sich ein Golfpark und eine Pferdesportanlage. Seit mehr als einem Jahrzehnt findet der „Burkersdorfer St. Georgsritt“ mit dem traditionellen Segen für Ross und Reiter am letzten Samstag im April statt.
- Das durch Rad- und Wanderwege erschlossene ländliche Gebiet besitzt auch mehrere Teiche, die zum Baden einladen und in den Sommermonaten für Musik- und Open-Air-Veranstaltungen genutzt werden.

## Persönlichkeiten
- Christian Gottlob Haack (* 21. November 1761 in Burkersdorf; † 22. November 1833), kgl. Postmeister zu Weißenfels, Ritter d. Roten Adlerordens 4. Klasse, Vater Schullehrer in Burkersdorf,[11]
- Hans Wahl (* 28. Juli 1885 in Burkersdorf; † 18. Februar 1949 in Weimar), Goethe-Forscher und Museums- bzw. Archivdirektor